# François Bon
François Bon (22 mei 1953, Luçon, Vendée- ) is een Frans schrijver.
Aanvankelijk studeerde hij machinebouw en werkte als lasser en ingenieur voor hij met schrijven begon. Hij werd bekend met zijn debuutroman Sortie d'usine die over zijn - deels traumatische - ervaringen in een metaalverwerkend bedrijf handelt.
Zijn literair werk dat een breed spectrum heeft zowel in vorm als in onderwerp, verbindt de beschrijving van de sociale realiteit met intens werk aan de taal als werkmateriaal op zich.
Hij is ook bekend voor zijn schrijfworkshops met mensen uit sociale minderheidsgroepen.
Hij heeft ook bijzondere interesse voor andere kunstvormen zoals schilderkunst en muziek.
In 2000 kreeg hij de prijs: La ville à lire voor zijn werk Paysage fer.
Hij geldt als een pionier op het vlak van het aanbieden van literatuur via het internet en is sinds kort ook als uitgever actief.